# رایششتال
رایششتال (به آلمانی: Reichsthal) یک شهر در آلمان است که در دنرسبرگکرایس واقع شده‌است. رایششتال ۱۲۰ نفر جمعیت دارد.